# Tout est bon
Tout est bon is een Nederlands nummer van rapper Boef en zangeres Numidia.  Het nummer werd op 3 juli 2020 uitgebracht en was onderdeel van Boef zijn album Allemaal een droom.
Het nummer behaalde diverse hitlijsten waaronder de eerste plek in de Nederlandse Single Top 100, de 13e plek in de Nederlandse Top 40 en de 36e plek in de Vlaamse Ultratop 50. Dit nummer zorgde voor de dertiende nummer één notering voor Boef.

## Hitnoteringen

### Nederlandse Top 40
| Hitnotering: 11-07-2020 t/m 05-09-2020 | Hitnotering: 11-07-2020 t/m 05-09-2020 | Hitnotering: 11-07-2020 t/m 05-09-2020 | Hitnotering: 11-07-2020 t/m 05-09-2020 | Hitnotering: 11-07-2020 t/m 05-09-2020 | Hitnotering: 11-07-2020 t/m 05-09-2020 | Hitnotering: 11-07-2020 t/m 05-09-2020 | Hitnotering: 11-07-2020 t/m 05-09-2020 | Hitnotering: 11-07-2020 t/m 05-09-2020 | Hitnotering: 11-07-2020 t/m 05-09-2020 | Hitnotering: 11-07-2020 t/m 05-09-2020 |
| Week:                                  | 1                                      | 2                                      | 3                                      | 4                                      | 5                                      | 6                                      | 7                                      | 8                                      | 9                                      |                                        |
| -------------------------------------- | -------------------------------------- | -------------------------------------- | -------------------------------------- | -------------------------------------- | -------------------------------------- | -------------------------------------- | -------------------------------------- | -------------------------------------- | -------------------------------------- | -------------------------------------- |
| Positie:                               | 29                                     | 18                                     | 13                                     | 15                                     | 19                                     | 26                                     | 28                                     | 33                                     | 38                                     | uit                                    |

### NederlandseSingle Top 100
| Hitnotering: 11-07-2020 t/m 26-12-2020 Hitnotering: 09-01-2021 t/m 23-01-2021 | Hitnotering: 11-07-2020 t/m 26-12-2020 Hitnotering: 09-01-2021 t/m 23-01-2021 | Hitnotering: 11-07-2020 t/m 26-12-2020 Hitnotering: 09-01-2021 t/m 23-01-2021 | Hitnotering: 11-07-2020 t/m 26-12-2020 Hitnotering: 09-01-2021 t/m 23-01-2021 | Hitnotering: 11-07-2020 t/m 26-12-2020 Hitnotering: 09-01-2021 t/m 23-01-2021 | Hitnotering: 11-07-2020 t/m 26-12-2020 Hitnotering: 09-01-2021 t/m 23-01-2021 | Hitnotering: 11-07-2020 t/m 26-12-2020 Hitnotering: 09-01-2021 t/m 23-01-2021 | Hitnotering: 11-07-2020 t/m 26-12-2020 Hitnotering: 09-01-2021 t/m 23-01-2021 | Hitnotering: 11-07-2020 t/m 26-12-2020 Hitnotering: 09-01-2021 t/m 23-01-2021 | Hitnotering: 11-07-2020 t/m 26-12-2020 Hitnotering: 09-01-2021 t/m 23-01-2021 | Hitnotering: 11-07-2020 t/m 26-12-2020 Hitnotering: 09-01-2021 t/m 23-01-2021 | Hitnotering: 11-07-2020 t/m 26-12-2020 Hitnotering: 09-01-2021 t/m 23-01-2021 | Hitnotering: 11-07-2020 t/m 26-12-2020 Hitnotering: 09-01-2021 t/m 23-01-2021 | Hitnotering: 11-07-2020 t/m 26-12-2020 Hitnotering: 09-01-2021 t/m 23-01-2021 | Hitnotering: 11-07-2020 t/m 26-12-2020 Hitnotering: 09-01-2021 t/m 23-01-2021 | Hitnotering: 11-07-2020 t/m 26-12-2020 Hitnotering: 09-01-2021 t/m 23-01-2021 | Hitnotering: 11-07-2020 t/m 26-12-2020 Hitnotering: 09-01-2021 t/m 23-01-2021 | Hitnotering: 11-07-2020 t/m 26-12-2020 Hitnotering: 09-01-2021 t/m 23-01-2021 | Hitnotering: 11-07-2020 t/m 26-12-2020 Hitnotering: 09-01-2021 t/m 23-01-2021 | Hitnotering: 11-07-2020 t/m 26-12-2020 Hitnotering: 09-01-2021 t/m 23-01-2021 | Hitnotering: 11-07-2020 t/m 26-12-2020 Hitnotering: 09-01-2021 t/m 23-01-2021 |
| Week:                                                                         | 1                                                                             | 2                                                                             | 3                                                                             | 4                                                                             | 5                                                                             | 6                                                                             | 7                                                                             | 8                                                                             | 9                                                                             | 10                                                                            | 11                                                                            | 12                                                                            | 13                                                                            | 14                                                                            | 15                                                                            | 16                                                                            | 17                                                                            | 18                                                                            | 19                                                                            | 20                                                                            |
| ----------------------------------------------------------------------------- | ----------------------------------------------------------------------------- | ----------------------------------------------------------------------------- | ----------------------------------------------------------------------------- | ----------------------------------------------------------------------------- | ----------------------------------------------------------------------------- | ----------------------------------------------------------------------------- | ----------------------------------------------------------------------------- | ----------------------------------------------------------------------------- | ----------------------------------------------------------------------------- | ----------------------------------------------------------------------------- | ----------------------------------------------------------------------------- | ----------------------------------------------------------------------------- | ----------------------------------------------------------------------------- | ----------------------------------------------------------------------------- | ----------------------------------------------------------------------------- | ----------------------------------------------------------------------------- | ----------------------------------------------------------------------------- | ----------------------------------------------------------------------------- | ----------------------------------------------------------------------------- | ----------------------------------------------------------------------------- |
| Positie:                                                                      | 1                                                                             | 1                                                                             | 1                                                                             | 1                                                                             | 1                                                                             | 2                                                                             | 2                                                                             | 5                                                                             | 8                                                                             | 10                                                                            | 10                                                                            | 13                                                                            | 14                                                                            | 22                                                                            | 24                                                                            | 27                                                                            | 40                                                                            | 50                                                                            | 51                                                                            | 57                                                                            |
| Week:                                                                         | 21                                                                            | 22                                                                            | 23                                                                            | 24                                                                            | 25                                                                            |                                                                               | 26                                                                            | 27                                                                            | 28                                                                            |                                                                               |                                                                               |                                                                               |                                                                               |                                                                               |                                                                               |                                                                               |                                                                               |                                                                               |                                                                               |                                                                               |
| Positie:                                                                      | 66                                                                            | 71                                                                            | 80                                                                            | 76                                                                            | 97                                                                            | uit                                                                           | 81                                                                            | 86                                                                            | 100                                                                           | uit                                                                           |                                                                               |                                                                               |                                                                               |                                                                               |                                                                               |                                                                               |                                                                               |                                                                               |                                                                               |                                                                               |

### Vlaamse Ultratop 50
| Hitnotering: 11-07-2020 t/m 25-07-2020 | Hitnotering: 11-07-2020 t/m 25-07-2020 | Hitnotering: 11-07-2020 t/m 25-07-2020 | Hitnotering: 11-07-2020 t/m 25-07-2020 | Hitnotering: 11-07-2020 t/m 25-07-2020 |
| Week:                                  | 1                                      | 2                                      | 3                                      |                                        |
| -------------------------------------- | -------------------------------------- | -------------------------------------- | -------------------------------------- | -------------------------------------- |
| Positie:                               | 39                                     | 36                                     | 48                                     | uit                                    |